# Jan Ikov
Jan Brask Ikov (født 26. maj 1961) er en dansk tidligere langdistanceløber, som stillede op for Københavner klubberne Frederiksberg IF og Sparta Atletik.

## Personlige rekorder
- 5000 m: 13.57,58
- 10.000 m: 28.54,18
- Halvmaraton: 1.02,02
- Maraton: 2.14,06

## Resultater
- Jan Ikov blev nr. 10 i 1993 ved VM i halvmaraton med tiden 1.02,02.